# Tarka (film)
Pour plus de détails, voir Fiche technique et Distribution.
Tarka est un film indien réalisé par Sunil Kumar Desai, sorti en 1989, adapté de la pièce de théâtre Le Visiteur inattendu d'Agatha Christie.

## Fiche technique
- Titre original : Tarka
- Réalisation : Sunil Kumar Desai
- Scénario : d'après la pièce de théâtre Le Visiteur inattendu d'Agatha Christie
- Pays d'origine : Inde
- Langue originale : kannada
- Dates de sortie :
  -  Inde : 1973

## Distribution
- Shankar Nag : Akshay / Harish?
- Vanita Vasu : Sudha